# 森井しづき
森井 しづき（もりい しづき）は、日本の漫画家、イラストレーター、キャラクターデザイナー。

## 主な作品

### 漫画
- 『金魚鉢ホロスコープ』（2012年 - 2013年、電撃マ王掲載） -　単行本全3巻（電撃コミック、アスキー・メディアワークス）
- 『Fate/strange Fake』（2014年 - 、原作：成田良悟、TYPE-MOON BOOKS ） -　単行本既刊5巻

### イラスト
- 弐宮環『エレメント・マスター』（2003年 - 2004年、富士見ファンタジア文庫） - 挿絵
- 夏海公司『葉桜が来た夏』（2008年 - 2009年、電撃文庫） - 挿絵
- 成田良悟『Fate/strange Fake』（2008年、『TYPE-MOONエース』収録）、（2015年 - 電撃文庫）- 挿絵
- 藤春都『ミスティック・ミュージアム』（2008年 - 2009年、HJ文庫） - 挿絵
- 野﨑まど『[映] アムリタ』（2009年、メディアワークス文庫）、『独創短編シリーズ 野﨑まど劇場』（2012年 - 電撃文庫）、『[映] アムリタ』シリーズ新装版（2019年、メディアワークス文庫） - 挿絵、装画
- 矢野俊策『ダブルクロス』（2010年 - 2011年、富士見ファンタジア文庫） - 挿絵
- 奈須きのこ『空の境界 終末録音』（2013年） - 扉絵

### ゲーム
- 傷モノの学園（RaSeN、2001年） - 一部キャラクター原画
- とびだせ!トラぶる花札道中記（TYPE-MOON、2007年） - 一部キャラクターデザイン
- Memories Off ゆびきりの記憶（5pb.、2010年） - キャラクターデザイン
- とびたて! 超時空トラぶる花札大作戦（TYPE-MOON、2012年） - 一部キャラクターデザイン
- Fate/Grand Order（TYPE-MOON、2015年） - 一部キャラクターデザイン[1]
- Fate/Samurai Remnant（コーエーテクモゲームス・TYPE-MOON、2023年） - 一部キャラクター原案